# Corinthia Grand Hotel Astoria Brussels
Pour les articles homonymes, voir hôtel Astoria et Astoria.
Le Corinthia Grand Hotel Astoria Brussels, auparavant l'hôtel Astoria, de Bruxelles est un des plus prestigieux palaces de la capitale européenne. 
Il est situé aux n° 101-103 de la rue Royale à Bruxelles.

## Historique
En vue de l'Exposition universelle de Bruxelles de 1910, Leopold II, qui désire que la capitale soit dotée d'un hôtel fastueux, confie à l'architecte Henri van Dievoet, petit neveu de Joseph Poelaert et arrière-neveu du sculpteur Pierre van Dievoet, un des créateurs de la Grand-Place de Bruxelles, la construction de l'Astoria. Cet hotel est destiné à accueillir les hôtes de marques de l'exposition tel que le jeune prince Hirohito qui occupera en 1910 la suite royale et qui y retournera en tant qu'empereur 48 ans plus tard, à l’occasion de l’Exposition universelle de 1958.

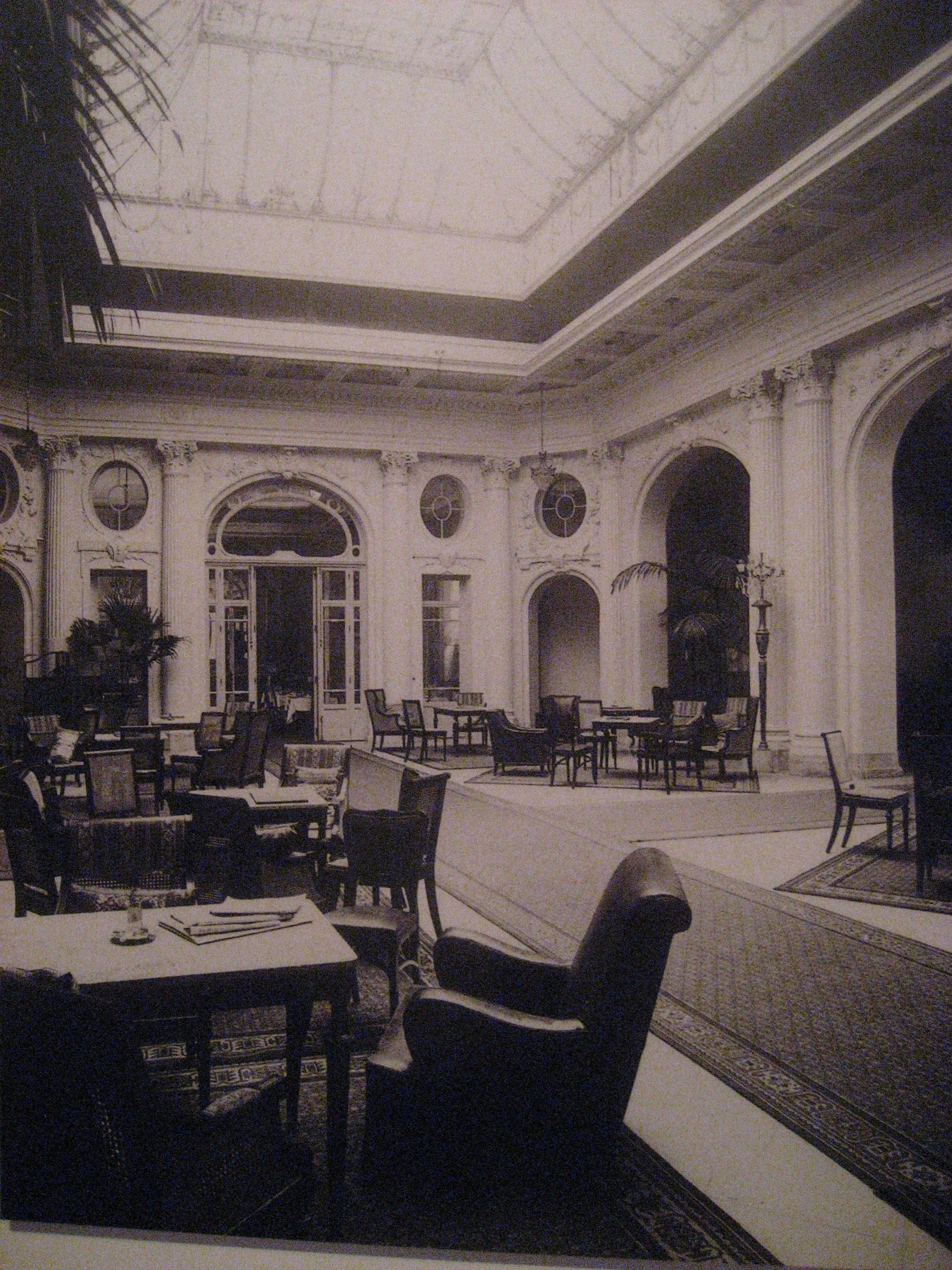
Intérieur de l'hôtel Astoria, avec sa verrière d'origine, au début du XXème siècle.

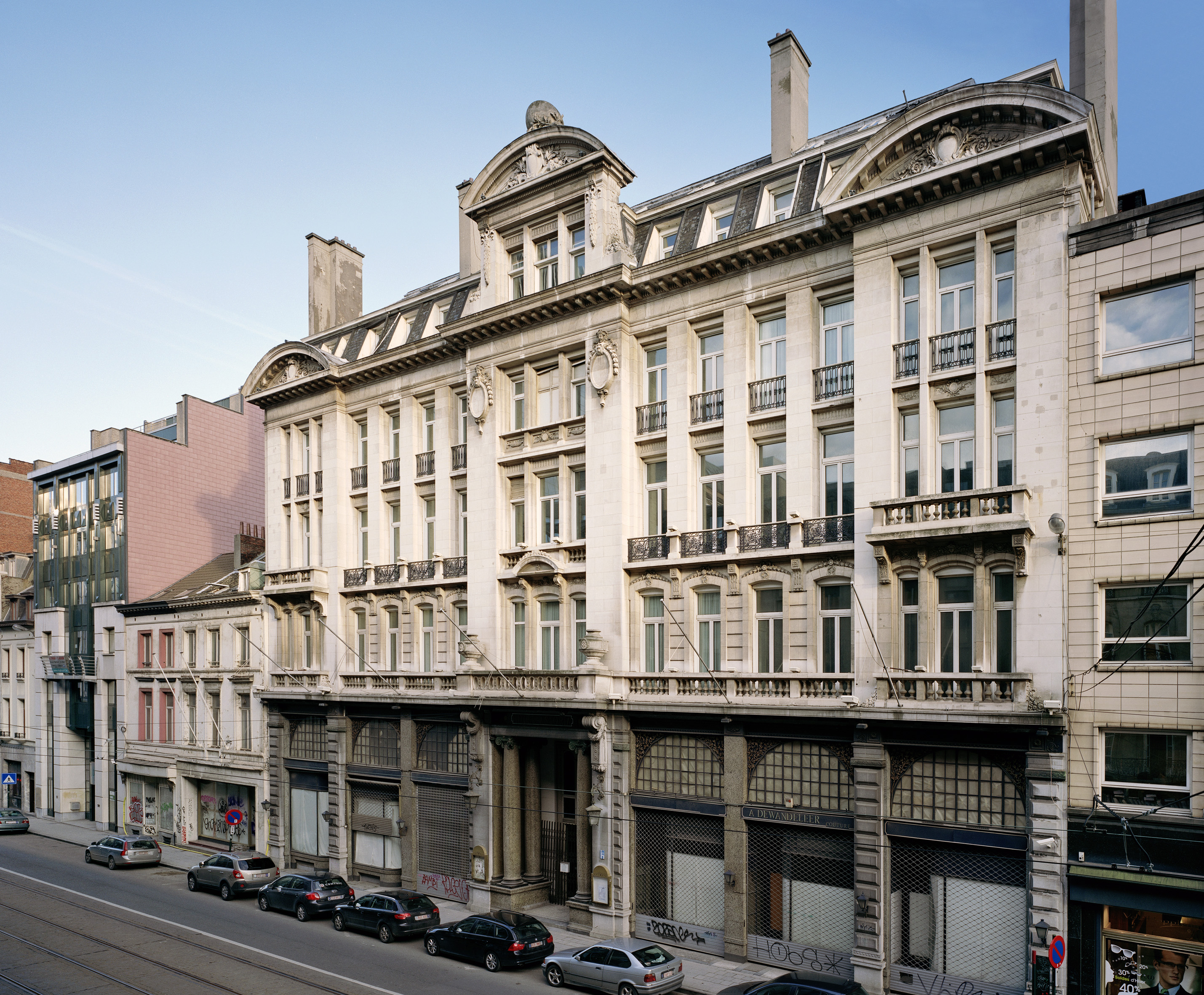
Façade de l'Astoria, 2011.

L'hôtel Astoria est devenu un lieu mythique de Bruxelles, il est depuis un siècle le rendez-vous des rois et des grands de ce monde. Dans le livre d'or, on peut retrouver de nombreuses personnalités célèbres : des chefs d'État et premiers ministres comme Winston Churchill, Eisenhower, le shah de Perse, Adenauer, Ben Gourion ; des artistes comme Salvador Dali, des écrivains comme James Joyce, Marguerite Yourcenar, des acteurs comme Pierre Fresnay ou Gérard Philipe, des chanteurs comme Maurice Chevalier et des musiciens comme Rubinstein, Khatchatourian, Mehunin ou Oistrakh.

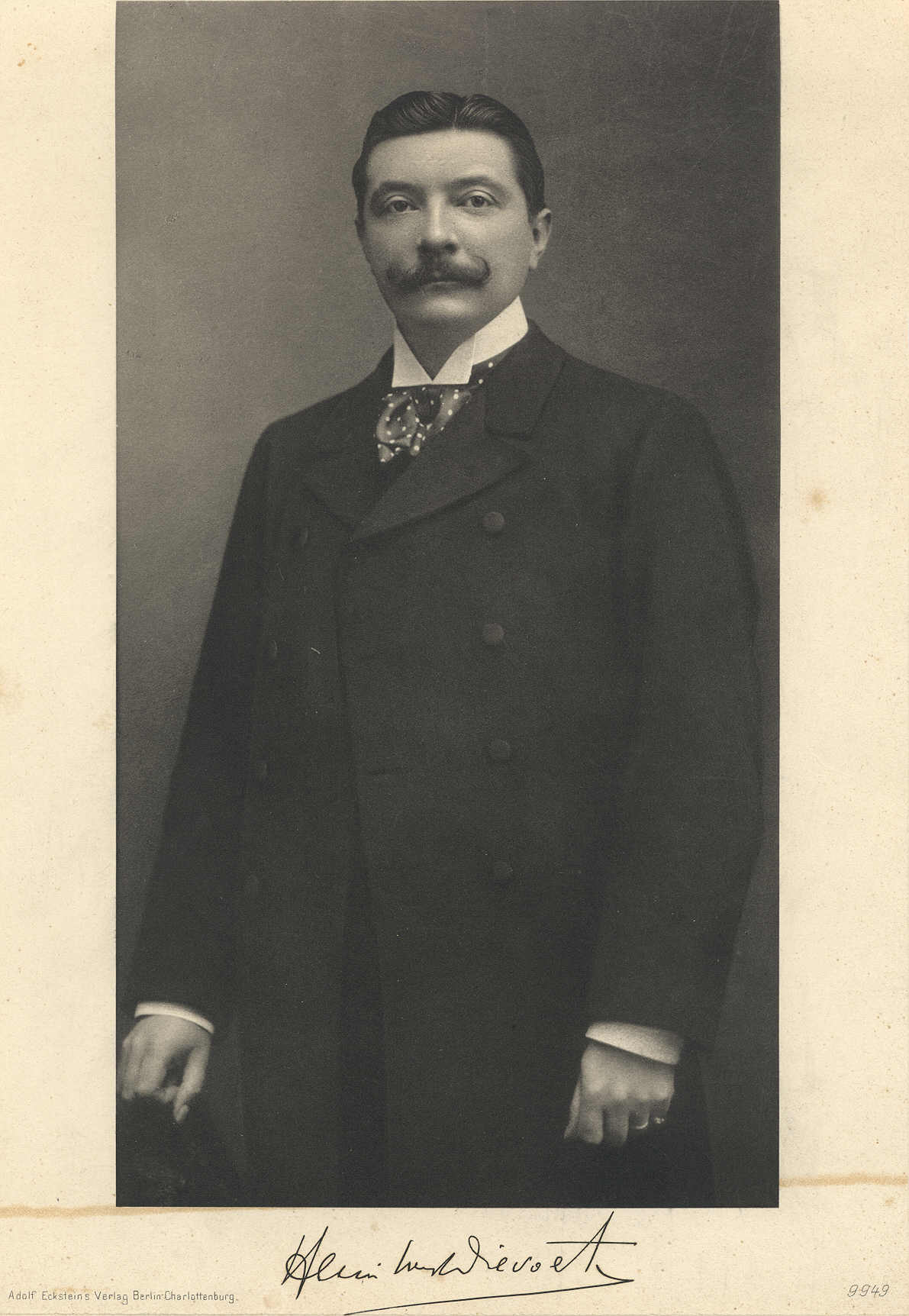
L'architecte Henri van Dievoet, créateur de l'hôtel Astoria de Bruxelles.

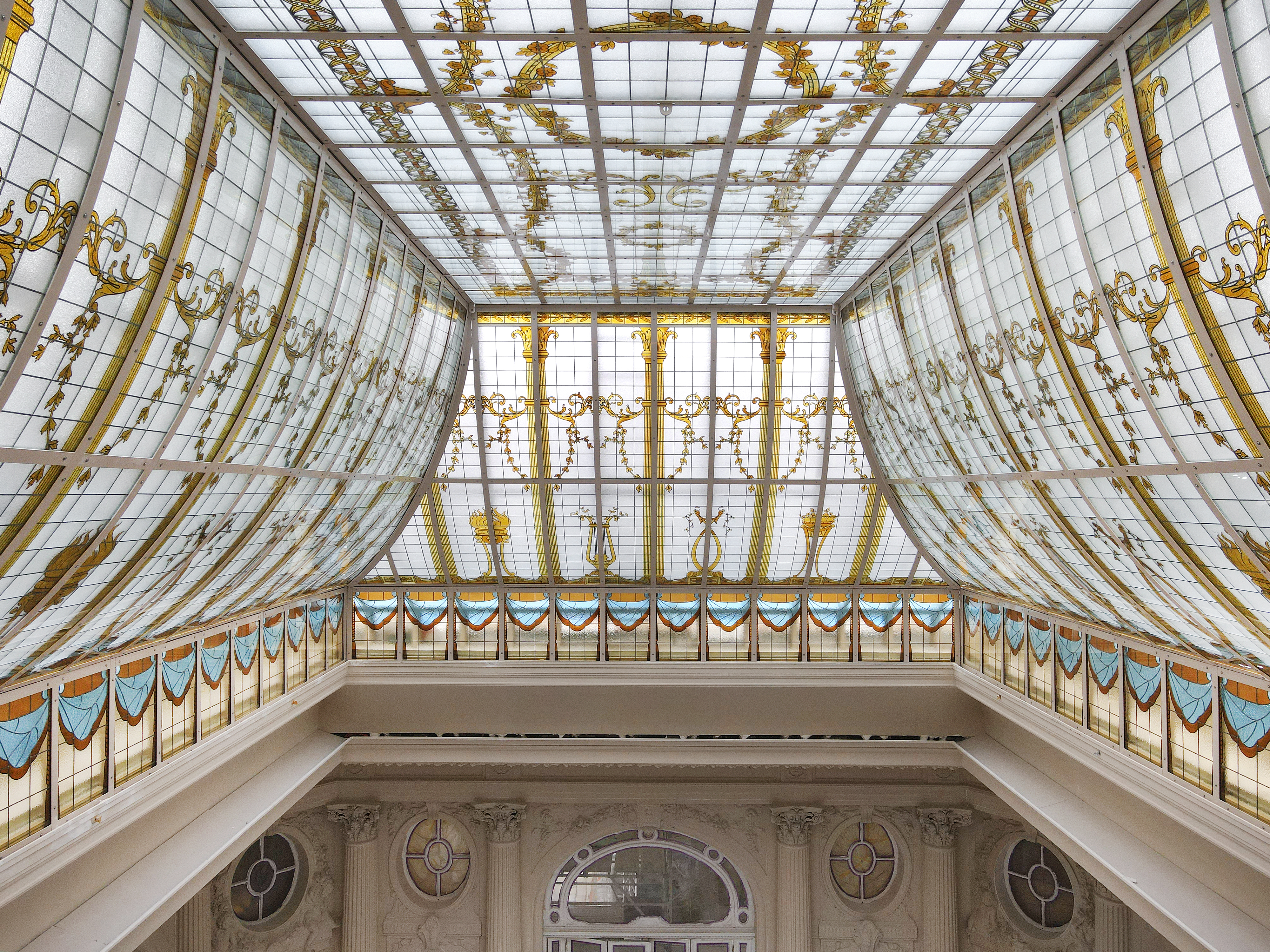
La verrière de l'hôtel Astoria.

Construit dans un pur esprit parisien, sa façade Louis XVI lui donne un aspect aristocratique et le style Louis XV des pièces intérieures sont pleines de distinction et impressionnent par leur aspect majestueux.  
Comme l'écrit Virginie Jourdain : « La consultation des plans soumis aux autorités par l’architecte Henri Van Dievoet nous permet d’approcher les ambitions qui sous-tendaient ce projet : rencontrer, d’une manière inédite dans le quartier Royal, l’ensemble des exigences de services d’une clientèle fortunée, habituée au luxe et au confort moderne les plus poussés. La façade, embrassant le style académique et conservateur « Beaux-arts », en vogue à cette époque dans les milieux bourgeois, abritait 108 chambres desservies par deux ascenseurs. Au rez-de-chaussée, la porte d’entrée principale était flanquée, de part et d’autre, par six magasins de standing mis en location par les propriétaires et qui leur assurait une source de revenus très rentable ».
Après la Grande guerre il reprit sa vie mondaine brillante sous la gestion de Georges Marquet qui créera bientôt de nombreux palaces à travers l'Europe.
Il figure comme l'Hôtel Sacher de Vienne, le Ritz de Paris, le Negresco de Nice ou le Pera Palace d'Istanbul parmi les endroits légendaires de l'hôtellerie de luxe. Le 21 septembre 2000, la façade Belle-Époque, le toit, ainsi qu'une partie de l'intérieur de l'Astoria font l'objet d'un classement au patrimoine architectural de la Région Bruxelles-Capitale. 

### Restauration

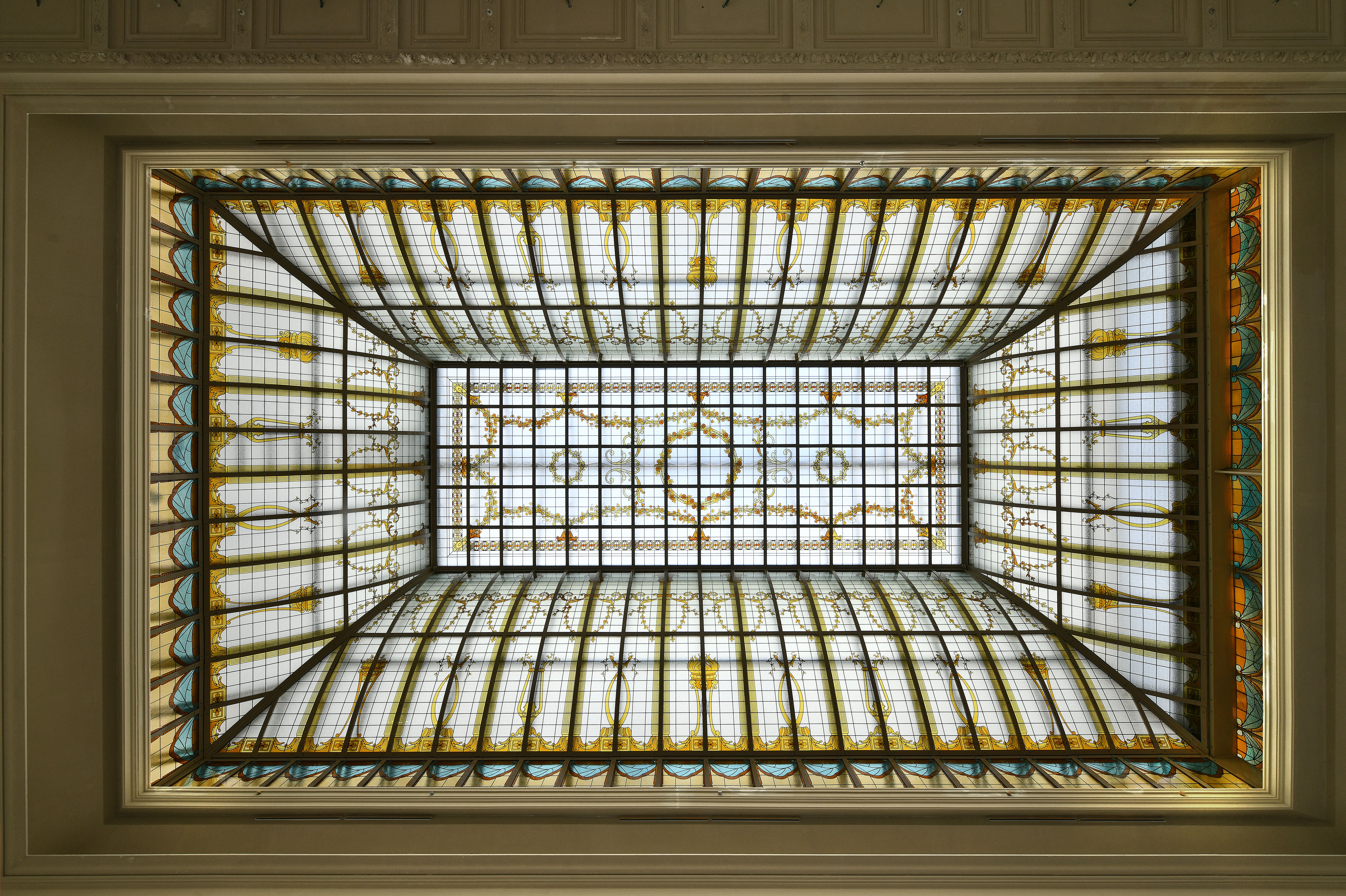
Nouvelle verrière de la Palm Court de l'Astoria, identique à celle d'origine.

Après avoir été exploité sous la marque Sofitel du Groupe Accor, l’hôtel Astoria est racheté début 2008 par le groupe Global Hotels and Resort, contrôlé par le cheikh saoudien Mohammed El-Khereji.  
À la suite de ce rachat, l'architecte Francis Metzger, administrateur de l'atelier MA² - Metzger et Associés Architecture  est appointé pour mener le projet de restauration et d'agrandissement de l'hôtel Astoria. La famille Goossens Bara-Devillers, propriétaire historique de l'établissement, avait auparavant fait l'acquisition de cinq bâtiments autour de l'Astoria en vue d'un tel agrandissement futur. L'acquisition de l'hôtel comprenait donc ces espaces supplémentaires.
Après des années de fermeture, l'Astoria est racheté en 2016 par le groupe hôtelier maltais Corinthia, qui continua sa rénovation avec un programme plus ambitieux. Les travaux, toujours sous la direction de Francis Metzger, accompagné de son équipe de chantier composée des architectes Monica Marteaux et Frédéric Huwaert, se poursuivront jusqu'en 2023. 
Les restaurants de l'établissements sont accessibles depuis décembre 2024 et la réouverture complète de l'hôtel, sous le nom de Corinthia Brussels, est prévue pour le mois d'avril 2025. 
L'hôtel Astoria comportait, avant restauration, 118 chambres. Il en propose désormais, par sa nouvelle configuration, 126, dont 31 suites et cinq suites signatures. L'agrandissement du lieu exploite les cinq immeubles ajoutés au bâtiment historique classé. 
La verrière magistrale de deux étages de haut sur 15 mètres de long, qui avait disparu après 1947 pour des raisons d'étanchéité, a été reconstituée d’après les photos d’époque et retrouve la parure de ses vitraux originaux, colorés et peints.
L'extension permet de développer le projet de palace et de le doter de nouveaux espaces et qualités. L'hôtel comprend aujourd'hui :
- Corinthia Spa by Sisley, un spa et centre de bien-être de 1200 mètres carrés
- Des salles de réunion modulaires élargies et dotées d’équipements technologiques
- Under the stairs, un bar imaginé par la mixologue Hannah Van Ongevalle
- Palais Royal, un restaurant gastronomique par le chef étoilé David Martin
- Le Petit bon bon, une brasserie gastronomique imaginée par le chef Christophe Hardiquest
- Coutume, un concept-store de marques de luxe Belges

Comme le relate l'architecte Francis Metzger, « Ce projet, par chacun de ses aspects, était hors norme, multiple, et probablement le plus complexe sur lequel il m’a été donné de travailler. D’abord, car il impliquait une part de restauration tout autant que de construction neuve. Ensuite, car les années écoulées depuis sa conception par Henri Van Dievoet en 1909 l’avaient vu perdre une grande part de son identité néoclassique, pourtant en pleine continuité avec le style Beaux-Arts. Enfin, car en un siècle, le monde a profondément changé. Le luxe du début du XXe siècle est bien loin de celui d’aujourd’hui. Le Corinthia Grand Hotel Astoria se destinant à être le seul palace cinq étoiles de Bruxelles, l’exception devait devenir la norme ».

## Accès
| ___ | Ce site est desservi par les stations de métro : Botanique et Madou. |